# Мери-Луиз Паркер
Мери-Луиз Паркер (енгл. Mary-Louise Parker; 2. август 1964) америчка је глумица позната по улогама у серијама Трава, Анђели у Америци и Западно крило, као и филмовима Ред, Ред 2, Врели дани у Алабами и Момци нису битни. Добитница је награда Златни глобус, Еми и Тони.

## Филмографија
| Улоге Мери-Луиз Паркер |                      |               |                         |                                                                    |
| Година                 | Српски назив         | Изворни назив | Улога                   | Напомене                                                           |
| 1991.                  | Врели дани у Алабами |               | Рут Џејмисон            |                                                                    |
| 1994.                  | Клијент              | The Client    | Дајен Свеј              |                                                                    |
| 2002.                  | Црвени змај          |               | Моли Грејам             |                                                                    |
| 2003.                  | Анђели у Америци     |               | Харпер Пит              | Награда Еми за најбољу споредну глумицу у мини-серији или ТВ филму |
| 2010.                  | Ред                  |               | Сара Рос                |                                                                    |
| 2014.                  | Лоше понашање        |               | Луси Стивенс/Света Лола |                                                                    |